# Locomotiva FS 680
Le locomotive FS 680 sono state locomotive a vapore delle FS con tender per treni viaggiatori diretti e direttissimi, di rodiggio 1'C1', a vapore saturo e con motore a quattro cilindri a doppia espansione.

## Storia
Le origini della locomotiva del gruppo 680 vanno trovate nello sforzo di rinnovamento del materiale di trazione intrapreso dalle neocostituite Ferrovie dello Stato. Furono costruite in 151 esemplari e due serie diverse.
Le consegne iniziate nel 1907 da parte della Breda di Milano si conclusero nel 1911 con la consegna della 68151 (secondo la numerazione dell'epoca) che assieme alla gemella 68150, anch'essa costruita dalla Breda costituisce la seconda serie del gruppo FS 680. 
Le ordinazioni vennero fatte anche a Berliner Maschinenbau Schwartzkopff per un lotto di 20 locomotive della prima serie e ad Ansaldo per 40 unità.

## Caratteristiche
Le locomotive furono costruite secondo la filosofia progettuale del tempo a vapore saturo e doppia espansione con 4 cilindri motori di cui 2 interni e 2 esterni. 
La caldaia era dello stesso tipo della Locomotiva Gruppo 470 a 16 bar di pressione e produceva lo stesso quantitativo di vapore orario di 10.700 kg, sviluppando la potenza di 1100 CV; tuttavia in virtù delle ruote motrici di maggiore diametro, 1850 mm, raggiungeva la velocità di 118 km/h. Il distributore del vapore era a stantuffi, la distribuzione del tipo Walschaert.
La 2 serie di locomotive, due unità in tutto, venne costruita a vapore surriscaldato con surriscaldatore di tipo Schmidt, ciò permise un incremento di potenza a 1.150 CV.
La struttura portante della locomotiva era costituita da un carro rigido gravante sulle 3 grandi ruote motrici la cui sala anteriore costituiva assieme alla prima sala portante un carrello di tipo italiano in grado di traslare di 60 mm sul perno per facilitare l'inscrizione in curva. La sala posteriore portante invece poteva spostarsi trasversalmente di 20 mm.
La locomotiva era in grado di fornire il riscaldamento a vapore per le carrozze viaggiatori rimorchiate.
Il freno era ad aria compressa, di tipo continuo automatico e moderabile per la sola locomotiva. Il freno di stazionamento era sul tender.

## Locomotive conservate
È conservata al Museo nazionale ferroviario di Pietrarsa la:
- Locomotiva 680.037